# Vịnh Bái Tử Long
Vịnh Bái Tử Long là một vịnh nằm trong vịnh Bắc Bộ ở vùng Đông Bắc của Việt Nam. Vịnh Bái Tử Long bao gồm một vùng biển của thành phố Cẩm Phả và huyện đảo Vân Đồn.
Vùng biển của vịnh có vị trí địa lý: phía đông giáp vùng biển huyện đảo Cô Tô, phía tây giáp phần đất liền của thành phố Cẩm Phả và đảo Cái Bầu, phía nam giáp vùng biển ngoài khơi vịnh Bắc Bộ, phía bắc giáp vùng biển các huyện Đầm Hà và Hải Hà. Trong vịnh có hàng trăm hòn đảo lớn nhỏ thuộc tuyến đảo Vân Hải của huyện Vân Đồn.

## Truyền thuyết về vịnh
Theo các sự tích kể lại thì:
 Khi xưa người dân nước Việt mới lập đã bị giặc ngoại xâm lấn. Ngọc Hoàng đã sai Rồng mẹ mang một đàn Rồng con xuống hạ giới giúp người Việt đánh giặc. Khi những chiếc thuyền giặc từ ngoài biển tiến vào bờ, đàn Rồng đã phun vô số châu ngọc và thoắt biến thành muôn ngàn đảo đá trên biển, tạo nên bức tường thành vững chắc để chặn bước tiến của thuyền giặc. Đoàn thuyền giặc đang lao nhanh, bị chặn đột ngột đã đâm vào các đảo đá hoặc đâm vào nhau vỡ tan tành. Sau khi giặc tan, Rồng mẹ và Rồng con không trở về trời mà ở lại hạ giới, nơi vừa diễn ra trận chiến. Vị trí Rồng mẹ xuống là Hạ Long, Rồng con xuống là Bái Tử Long. Đuôi đàn rồng quẫy nước trắng xóa là Long Vĩ với bãi cát mịn và dài hơn chục cây số. 

## Khí hậu
Vịnh Bái Tử Long là vùng đảo có khí hậu phân hóa 2 mùa rõ rệt: mùa hạ nóng ẩm, và mùa đông khô lạnh. Nhiệt độ trung bình năm từ 15 °C- 25 °C; lượng mưa vào khoảng từ 2000mm – 2500mm / năm. Vịnh Bái Tử Long còn có hệ thống thủy triều với mức triều vào khoảng 3.5- 4m/ngày. Độ mặn vào khoảng từ 31 đến 34.5 MT vào mùa khô và thấp hơn trong mùa hè.

## Dân số
Dân số ở vịnh vào khoảng trên 300.000 người tập trung ở huyện đảo Vân Đồn và các đảo Quan Lạn, Bản Sen, Ngọc Vừng và các vùng ven biển Bến Do, Cửa Ông... Họ sống chủ yếu bằng nghề đánh bắt, nuôi trồng và lai tạo các giống thủy hải sản. 

## Cảnh quan
Vịnh Bái Tử Long cùng với Hạ Long trở thành một trong những kỳ quan thiên nhiên của thế giới. Nơi đây còn in dấu nền văn hóa Hạ Long từ hàng nghìn năm trước và cũng còn lưu giữ khá nguyên vẹn nét tinh khôi của một quần đảo thuở hồng hoang. Với những hòn đảo xinh đẹp và những bãi cát dài trắng xóa cho nên Vịnh Bái Tử Long ngày càng thu hút khách nước ngoài tham quan. Đặc biệt khu sinh thái Bái Tử Long thuộc huyện đảo Vân Đồn trải dài trên diện tích 100 ha, có trên 10 km bờ biển, khu du lịch sinh thái được xây dựng trên cơ sở kết hợp hài hoà kiến trúc truyền thống Á Đông với phong cách hiện đại phương tây. Những nhà sàn khép kín, sát biển tạo cảm giác gần gũi với thiên nhiên, xoá nhoà ranh giới giữa thế giới hiện đại ồn ào, náo nhiệt với biển cả mênh mông. Nhịp sống của Vạn Chài với những truyền thuyết về biển cả và thưởng thức những đặc sản biển như cá giò, cá song, tôm, cua, ghẹ, hến, mai, tu, hài, ốc nhảy, ốc hương, mực...
Vườn quốc gia Bái Tử Long được chọn là một trong những khu vực đại diện về bảo tồn biển của Việt Nam. Theo kết quả khảo sát do khách hàng của Công ty du lịch sinh thái Gecko Travel (Anh) bình chọn mới đây thì vịnh Bái Tử Long của Việt Nam đã lọt vào "top 5" những địa điểm du lịch tuyệt vời nhất Đông Nam Á.

Hiện nay, ngoài sử dụng tàu, thuyền, một cách khác để chiêm ngưỡng cảnh quan Vịnh Bái Tử Long là ngắm nhìn từ trên cao bằng thủy phi cơ. Tạp chí The New York Times (Mỹ) từng bình chọn trải nghiệm ngắm Vịnh Bái Tử Long và Vịnh Hạ Long từ thủy phi cơ là một trong những dịch vụ du lịch hấp dẫn nhất năm 2015.

## Biển và đảo
Các đảo ở Bái Tử Long có dạng là đảo đá vôi và đảo phiến thạch, là hình ảnh cổ xưa của địa hình có tuổi kiến tạo địa chất khoảng 300 triệu năm, do quá trình vận động nâng lên, hạ xuống nhiều lần từ lục địa thành trũng biển. Quá trình Karst bào mòn, phong hoá tạo ra một hình thái đặc biệt như một bức tranh thủy mạc được tạo ra từ biển và đảo. Trên các đảo đá của vịnh cũng có các hang động karst, đặc biệt là hang Quan (hang Hải quân) mà người ta dùng làm nơi trú ẩn của tàu thuyền xưa kia trong những khi biển động. Các đảo và cụm đảo khác nổi tiếng khác như Cặp Kỳ Nhảy, Cặp Kỳ Giã, Thẻ Vàng, cụm đảo Hòn Chồng, Hòn Vân Đồn, Hòn Ỏn, Hòn Ba Sao, núi Chân Nghĩa...cũng là những điểm hấp dẫn cho khám phá. Ngoài ra, trên Vịnh Bái Tử Long có nhiều đảo đất nên có nhiều dân cư sinh sống, chăn nuôi, trồng trọt như Quan Lạn, Minh Châu, Ngọc Vừng, Đông Chén, Thẻ Vàng...
Đặc biệt có đảo Khỉ (đảo Rều) nằm cách thành phố Cẩm Phả không xa, nơi đây có nuôi rất nhiều giống khỉ vàng Macaca mulatta để lấy dược liệu làm Vắc-xin phòng chống bệnh bại liệt dạng uống (OPV) góp phần vào việc thanh toán hoàn toàn bệnh bại liệt tại Việt Nam vào những năm 2000, Vắc-xin viêm gan A, bệnh tiêu chảy ở trẻ em, viêm đường hô hấp, thuốc phòng chống virus H5N1. Từ khi bắt đầu hoạt động năm 1962 đến nay, nhiều lượt bác sĩ, kỹ sư chăn nuôi, nhân viên đã tình nguyện ở lại đảo, chăm sóc và nuôi dưỡng đàn khỉ theo phương pháp bán tự nhiên tại trại chăn nuôi đảo Rều. Trước những hy sinh khỉ vì y học, trại trưởng Vũ Công Long đã đề xuất cơ quan được dựng trên đảo một tấm bia tưởng nhớ sự hi sinh đó, để thể hiện cái tình đáp lại cái nghĩa của khỉ vàng Macaca mulatta.

## Di tích lịch sử
Lịch sử Vịnh Bái Tử Long cũng gắn liền với những trang sử của dân tộc Việt Nam với những địa danh nổi tiếng như Vân Đồn, nơi cửa biển sầm uất thời Lý cách đây gần 900 năm, một vùng trên bến dưới thuyền, bộn bề hàng hoá, tấp nập thương nhân từ Xiêm La, Trung Quốc, lại thêm những chuyến tàu bè cập cảng của Ấn Độ, Nhật Bản, từ vùng Trung Cận Đông. 
Vịnh Bái Tử Long cũng là nơi tưởng nhớ chiến công oai hùng của Trần Khánh Dư cùng 3 anh em họ Phạm, người xã Quan Lạn đánh tan đoàn thuyền lương của tướng giặc Nguyên Mông Trương Văn Hổ (1288). Ngoài ra, trên Vịnh Bái Tử Long có các đền thờ nổi tiếng như: Đền Cửa Ông, còn gọi là đền Suốt, gần Cẩm Phả thờ Hưng Nhượng Vương Trần Quốc Tảng là con thứ ba của Đức ông Hưng Đạo Vương Trần Quốc Tuấn - góp công rất lớn trong nhiều trận đánh quân Nguyên Mông. Ông còn là một nhà văn thơ khoáng đạt và một nhà tư tưởng sâu sắc về Thiền tông. Dân chúng ghi ơn và lập đền thờ; hàng năm đều mở hội kỷ niệm vào ngày Rằm tháng Giêng Âm lịch. Đồn Tĩnh Hải, thành nhà Mạc (trên đảo Ngọc Vừng), đỉnh Quan Lạn (trên đảo Quan Lạn); chùa 100 gian ở xã Thắng Lợi (huyện Vân Đồn - Quảng Ninh) là một trong những công trình kiến trúc lớn trên dải đất vùng Đông bắc.

## Đa dạng sinh học
Vịnh Bái Tử Long là nơi tập trung đa dạng sinh học cao với những hệ sinh thái điển hình như hệ sinh thái rừng ngập mặn, hệ sinh thái rạn san hô, hệ sinh thái tùng áng, hệ sinh thái rừng cây nhiệt đới.
Kết quả khảo sát điều tra cho thấy sự đa dạng về các loại động vật biển gồm 391 loài. Hầu hết các loại động vật biển ở đây đều là loài hải sản có giá trị kinh tế cao và mang ý nghĩa khoa học rất lớn. Sự có mặt của ấu trùng sống phù du và sự có mặt của con non phản ánh chu kỳ khép kín của một vòng đời các loài hải sản. Sự tồn tại của hai dạng sống đồng thời này có được nhờ những hệ sinh thái biển thuộc vùng Vịnh Bái Tử Long, nó là nơi phân bố, phát sinh, lưu giữ nguồn sống. Cụ thể là: Động vật phù du 51 loài, động vật đáy 132 loài, cá 19 loài, san hô 79 loài (trong đó có 17 loài ghi trong sách Đỏ Việt Nam). Trong đó có nhiều loài quý hiếm như bào ngư, hải sâm, sái sùng, trai ong còn gọi là bò hải ngưu (Sirenia) thế giới đã đưa vào loài quý hiếm cần được bảo vệ.
Với những giá trị đặc biệt về mặt cảnh quan, địa mạo, sự đa dạng sinh học, cùng với sự tiềm ẩn trầm tích văn hóa của Vân Đồn là một trong những chiếc nôi văn hóa của người Việt cổ nên Vịnh Bái Tử Long cần được sự quan tâm và bảo vệ xứng đáng.

## Thư viện ảnh

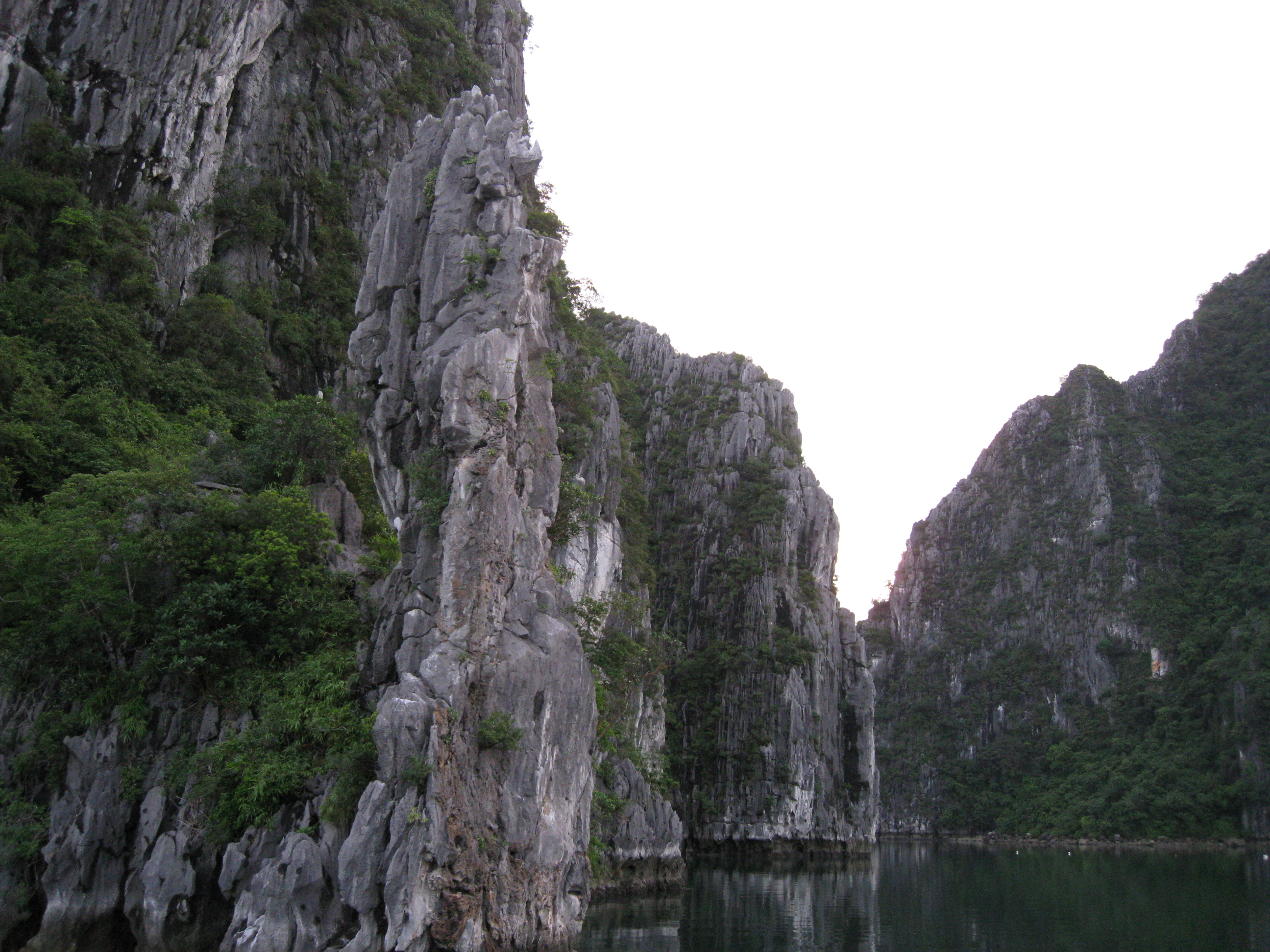
Đảo đá trên vịnh Bái Tử Long
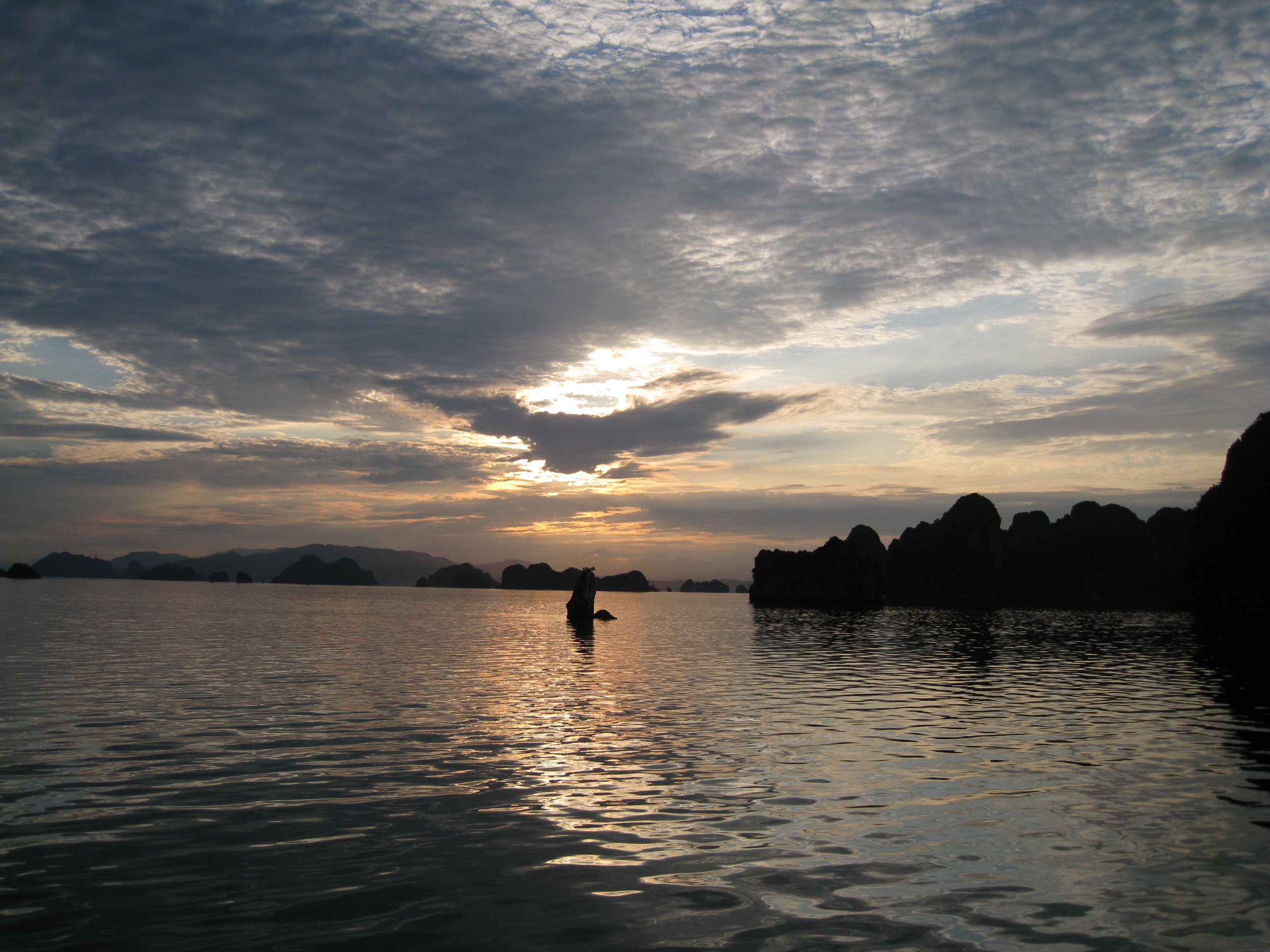
Bái Tử Long trong hoàng hôn
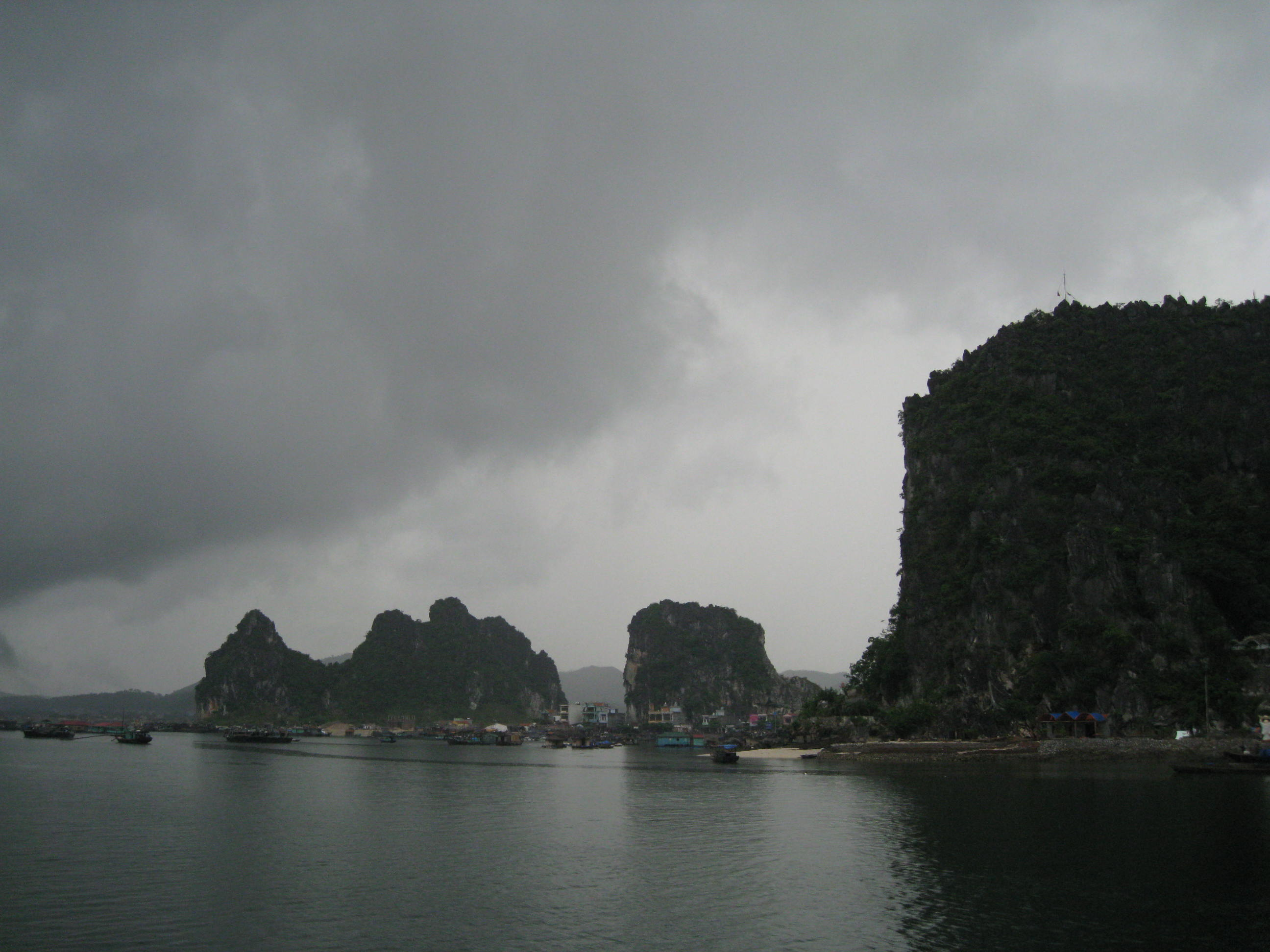
Quần cư của con người trên vịnh Bái Tử Long